# Alberto Spelta
Alberto Spelta (Lodi, 29 agosto 1942) è un allenatore di calcio ed ex calciatore italiano, di ruolo centrocampista o attaccante.
Era soprannominato Jair bianco.

## Carriera

### Giocatore
Ala, ha giocato in Serie A con le maglie di Varese, Mantova e Catanzaro.
Nel 1970-1971 ha segnato 15 reti nel campionato di Serie B con la maglia del Modena, risultando capocannoniere del torneo a pari merito con Sergio Magistrelli del Como.
Ha chiuso la carriera da giocatore nel 1979 come allenatore-giocatore della Vigor Lamezia

### Allenatore
Ha iniziato la carriera nel 1976 con il doppio ruolo di allenatore-giocatore della Vigor Lamezia, che ha svolto per tre stagioni consecutive. Come tecnico ha allenato nelle serie minori, arrivando al massimo in Serie C1 con Rende e Messina.

## Palmarès

### Giocatore

#### Individuale
- Capocannoniere della Serie B:

1970-1971 (15 gol)